# 11827 Wasyuzan
11827 Wasyuzan eller 1982 VD5 är en asteroid i huvudbältet som upptäcktes den 14 november 1982 av de båda japanska astronomerna Hiroki Kōsai och Kiichirō Furukawa vid Kiso-observatoriet i Japan. Den är uppkallad efter Wasyuzan, en kulle i Kurashiki.
Asteroiden har en diameter på ungefär 4 kilometer.